# Ensayo de un crimen (libro)
Ensayo de un crimen (1944) es una novela escrita por Rodolfo Usigli, dramaturgo,  narrador y escritor de teatro correspondiente a la novela de los años cuarenta. Con este libro el autor le abre paso a la novela policíaca en México. En esta novela el autor critica a la sociedad burguesa y política del momento. 

## Argumento
El personaje principal, Roberto de la Cruz, se plantea la idea de ser el protagonista de un crimen gratuito y perfecto, pero este sueño nunca se realiza ya que se ve frustrado debido a la falta de reconocimiento social y al fracaso en el asesinato de sus presuntas víctimas. Roberto de la Cruz se toma el crimen como un arte, ya que planea metódicamente cada uno de sus crímenes, apasionado con el tema, como un impulso de predilección sobre su vida, más que un acto por diversión o por venganza u odio. Tomando el crimen como su destino en la vida, con un placer extraño de ser asesino.
Roberto de la Cruz se ve inmerso en un círculo social en donde conoce a Patricia Terrazas una mujer desesperante y solitaria y a la que considera que debería de ser su víctima, después de planear estratégicamente su homicidio decidió que la hora de cometer su crimen había llegado, hasta que encontró el cuerpo de Patricia terrazas sin vida, asesinado a manos de un criminal que se le había adelantado.
El quería ser reconocido por su crimen, pero él no había cometido ese, aun así las pruebas lo inculparon a él y lo llevaron a la cárcel, viviendo con un trato especial como el que recibiría cualquier otro asesino de categoría. Una serie de sucesos lo llevaron a su vida cotidiana, la de un ciudadano de alta burguesía tratado injustamente por la penitenciaria.
Con su mismo deseo de homicidio consiguió otra víctima, el Conde Schwartzemberg al cual le creó otro plan estratégico de muerte acomodándolo de acuerdo a su estilo de vida, pero al momento de intentarlo matar, alguien más se adelantó y lo mato primero.
Sintiéndose frustrado por eso creyó que al casarse con la nena Cervantes su vida daría un giro inesperado, pero al llevar un matrimonio poco exitoso decidió que se daría otra oportunidad de cometer el crimen perfecto, teniendo una coartada perfecta al salir con su suegra y su esposa, regresó a su casa y cometió su tan anhelado crimen.

## Análisis psicológico
En esta obra se desarrollan los conceptos psicológicos, comenzando por el planteamiento del personaje principal sobre ser un santo o un criminal, haciendo del personaje un ser con necesidad de reconocimiento y valoración por parte de la sociedad, llegando a esto mediante un papel de criminal, pero no cualquier criminal sino un asesino que cometiese un crimen gratuito que no se dejara llevar por cuestiones económicas, rencorosas, vengativas o pasionales, un crimen sin ningún motivo por el cual la sociedad se quedara confusa por no encontrar motivo del asesinato. Quería que todos lo reconocieran como el intelectual de un crimen y por ello adquirir consideración y respeto, esto gracias a seguir metódicamente su programa, tratando de incluir todo de acuerdo a la situación más adecuada a las actividades de sus víctimas. 
Considerando la mentalidad obsesiva de Roberto de la Cruz por el crimen perfecto encontramos una constante en los asesinatos de Roberto de la Cruz, el vals del El príncipe rojo de Waldteufel esta canción que provoca arrebatos en el cuerpo de este personaje, una sensación insoportable a la que a veces se hace dependiente por la necesidad de sentir esos arrebatos, esto es provocado por un trauma que sufrió cuando era un niño, tomando en cuenta esto se añade que la canción transforma la forma de pensar de Roberto de la Cruz siendo una pasión más que un pensamiento.
Se plantea un dilema entre la verdad y la mentira ya que Roberto de la Cruz se pasa toda la novela divirtiéndose con este aspecto de la verdad absoluta a la cual únicamente él tiene acceso, la cual transforma y maquilla de acuerdo a su conveniencia o a la persona con la que se encuentre. El juega con la verdad, puede que no la diga, pero tampoco la niega, torciendo la verdad de una manera subjetiva, creando una disyuntiva en cuanto a sus argumentos.
Hay una crisis de valores por parte de todos los personajes jugando un poco con la presencia de la alta burguesía y de su reputación, mostrándose como personajes infieles, con matrimonios arreglados por cuestiones económicas más que por decisión propia. Estos personajes muestran una imagen distinta a la que aparentan en cuanto a su educación y los buenos modales que su nivel económico fue capaz de solventar durante toda su vida, teniendo una vida llena de lujos y de dinero a manos llenas, sin embargo mostrándose como seres avariciosos y envidiosos que siempre anhelaban más dinero a cualquier costo. Personajes con una buena educación y una cultura internacional en cambio con actitudes insoportables hacia los demás, personas ególatras, orgullosas y vanidosas a la que las demás personas repudiaban y personajes con puestos políticos elevados y que se mantienen en su puesto gracias a las múltiples corrupciones que realizan no importándoles nada más que un futuro confortable.
A lo largo de la novela se distinguen personajes como el Conde Schwartzemberg, Patricia Terrazas y José Asturias que se catalogan como personas marcadas, siendo estos los personajes con un destino trágico en el cual no importaba si eran asesinadas, al estar marcadas estaban destinadas a una muerte desdichada. En estos tres personajes existe una como constante,  como actitudes poco agradables con las personas a su alrededor, personas que a consideración de la gente son detestables y con actitudes reprobables.
Un tema constante en la novela es el destino, albergando en el lector la duda de su existencia, Roberto de la Cruz escoge a Carlota como una señal del destino por dejar el sueño del crimen gratuito, casarse y vivir una vida normal pero su matrimonio no resultó del todo exitoso es aquí donde surge la incertidumbre del juego del destino, su vida como esposo fracaso al igual que su vida como asesino, es aquí donde Rodolfo Usigli nos induce a una mentalidad hacia aspectos más abiertos y evitar la creencia ciega en el destino y tomar a la voluntad como proposición de la vida para cumplir cualquier objetivo.
También se enfatiza la presencia de la prensa en la presión para la toma de decisiones, ya que se vive una represión y sumisión por parte de la sociedad, sin la capacidad curiosa por descubrir que sucede a su alrededor. La única manera para que la sociedad exija información es por medio de la prensa y el bullicio que hace con las noticias, prestando atención a lo crímenes pasionales o aquellos que hubiesen dañado a aquella clase social que tanto los humilla y los degrada y menosprecia.
Esta fue la primera novela policíaca en México, también conocida posteriormente como novela negra, tomando como tema principal el crimen, en este caso la metodología utilizada por Roberto de la Cruz, el proceso penal que tuvo y las investigaciones mencionadas del Ex inspector Herrera. Tomando de esta, temas como el suspenso, el elemento sorpresivo y aquello que resulta imprevisible en toda la novela.
Plasma en su novela factores que la sociedad considera inmorales como la homosexualidad, la infidelidad,  los matrimonios por conveniencia,  los burdeles de la Ciudad de México y la prostitución. Elenzy Makbeth creadora de la novela "Una esperanza de seguir triunfando"

## Análisis literario
Es una novela de tipo costumbrista al tener a la Ciudad de México como uno de los personajes principales y al mencionar calles, avenidas, bares, restaurantes, mercados y todo lo que sucede en ella etc. Además incluye oficios clásicos en el centro de la Ciudad de México como las personas que venden artesanías, frutas en los mercados, o los turistas regateando en las calles; estas características la vuelven una novela descriptiva, llena de detalles interesantes.
Es una novela cosmopolita al incluir aspectos que no son exclusivamente de México, al tratarse de la alta burguesía se habla del amplio conocimiento internacional que tienen personas como Patricia Terrazas y su intima relación con la realeza, además de incluir algunas frases en inglés como la interacción de los turistas.
Critica a la burguesía, su forma de vivir llena de ociosidades, sin trabajo y con vacaciones de tiempo indefinido, de las fortunas de aquellos que se mantienen por herencias y que utilizan el dinero en apuestas, juegos clandestinos y de los lujos innecesarios que se da esta clase social.
Critica al sistema penitenciario ya que en la cárcel están quienes deberían de estar libres. Dentro de esta se maneja una jerarquía de poder más estricta en la que unos tienen más privilegios que estando libres. Los personajes al mando de las penitenciarías solo les importa quedar bien ante la sociedad pero sobre todo ante la prensa. Critica la corrupción que se vive dentro de esta y que aun existiendo pruebas del crimen tratan de idear un argumento que sea lógico para evitar dejarlos en libertad.
Es una obra urbanista porque describe las actividades de las personas en la Ciudad de México, el caos en el mercado, el tráfico vehicular, la vida de distintas personas dentro de la urbanización. Toma lugares poco usuales para mencionar como bares y centros nocturnos de la época, desde aquellos de mayor exclusividad hasta aquellos de reputación dudosa en donde únicamente asistían personas de igual o menor reputación.
Se muestra una modernización en la forma de pensar al mostrar una historia con un panorama más amplio hacia las diferentes preferencias sexuales, mostrando al Conde Schwartzemberg como homosexual y a Patricia Terrazas como bisexual, evidenciando que aquello que era reprimido y muy señalado ocurría también en la alta burguesía de los años cuarenta.
Utiliza el monologo interior al narrar los sentimientos y pensamientos de Roberto de la Cruz utilizando el libre fluir de la conciencia. Es la primera novela que aporta un protagonista con las características de un personaje antagónico.

## Personajes
Roberto de la Cruz: Es un caballero de la alta burguesía, culto, educado, con buenos modales y muy inteligente. Indiferente a la falta de dinero, tomándolo más con apatía que con preocupación. Es una persona, que se ha acostumbrado a llevar una vida solitaria e independiente. Un santo o un asesino es la concepción que Roberto de la Cruz tiene sobre su destino pero al descartar el ser santo es cuando comienza a planear el crimen perfecto, entendido como un crimen sin razón. Tiene muy buena suerte en el juego aunque tal vez su suerte sea distinta al tratar de concretar su crimen. Un personaje metódico al tener un procedimiento al realizar sus crímenes, tal vez está demasiado obsesionado con la perfección de que sus planes salgan como él desea.
Patricia Terrazas: Dama de la alta burguesía, dueña de toda la fortuna de su familia, una persona mayor para lo que decía tener, supersticiosa, creía en el misticismo,  ególatra, vanidosa y presumida, aún presumiendo aquello que no posee como cultura o belleza. Sumamente excéntrica, tanto en su forma de vestir como en su forma de ser, interesada y ambiciosa a pesar de poseer una gran fortuna, sus inclinaciones siempre se dirigen hacia lo material. Una mujer que siempre posee lo que quiere utilizando recursos materiales o bien sus encantos para obtener lo que anhela, por esto sus deseos se ven frustrados al ser rechazada por Roberto de la Cruz. Una persona solitaria, nadie la quería, la consideraban una persona desagradable pero se mantenían cerca de ella por conveniencia.
Ex Inspector Valentín Herrera: Policía retirado, de bajos escrúpulos, siempre anteponiendo el interés propio ante el de cualquier otra persona, gran capacidad de análisis, objetivo, metódico y buen estratega. Descubrió pistas y obtuvo la confesión de Roberto de la Cruz acerca de sus crímenes, sin embargo prefirió la estimación, la empatía y el cariño que le tenía como amigo antes que su deber de arrestarlo. Le gusta ocupar parte de su tiempo meditando las cosas profundamente, es un hombre solitario, calculador, decidido y de armas tomar, siempre obtiene lo que desea, es eficiente y con gran experiencia en el campo policiaco.
Conde Schwartzemberg: También llamado hombre de sebo por Roberto de la Cruz debido a su aspecto de color amarillo como de sebo, es un personaje que colecciona artículos de arte lo cual lo convierte en conocedor de antigüedades, petulante, engreído, avaricioso e interesado ya que a pesar de tener suficiente dinero lo atesora con egoísmo. Es un hombre frustrado debido a su homosexualidad y a lo mal vista que era en la sociedad, es un hombre introvertido y manipulable que se dejaba manejar por Luisito debido a la dependencia que tenía de él, discreto y antisocial, la única manera que tenía para socializar era presumir sus antigüedades.

## Adaptación
Ensayo de un crimen es la única novela de Rodolfo Usigli llevada al cine por Luis Buñuel en 1955. Una adaptación conocida bajo el título de Ensayo de un crimen o La vida criminal de Archibaldo de la Cruz.